# Erikssonia
Erikssonia (лат.) — род бабочек-голубянок из подсемейства Aphnaeinae (Lycaenidae). Назван в честь Mr. Axel W. Eriksson, коллектора типовой серии. Западная, центральная и южная Африка.

## Описание
Описано 4 вида. Мирмекофильные бабочки среднего размера (размах крыльев от 25 до 40 миллиметров), ассоциированные с муравьями рода Lepisiota, в гнёздах которых живут их гусеницы и происходит окукливание. Гусеницы питаются растениями семейств Fabaceae, Malvales, Thymelaeaceae. Встречаются на песчаных субстратах, хотя вид E.edgei, встречается на более суглинистом песке, чем его сородичи. Род Erikssonia был впервые выделен в 1891 году британским и южноафриканским энтомологом Роландом Трименом (1840—1916) для типового вида Erikssonia acraeina Trimen, 1891. Назван в честь Mr. Axel W. Eriksson, коллектора типовой серии. Таксон включают в подсемейство Aphnaeinae (или трибу Aphnaeini в составе подсемейства хвостатки, Theclinae)
- Erikssonia acraeina Trimen, 1891[8]
  - =Erikssonia alaponoxa Henning & Henning, 2001[4][5]
- Erikssonia bouyeri Gardiner, 2012[9]
- Erikssonia cooksoni Druce, 1905
- Erikssonia edgei Gardiner & Terblanche, 2010[5]